# 이폴리트 플랑드랭
장이폴리트 플랑드랭(프랑스어: Jean-Hippolyte Flandrin, 1809년 3월 23일~1864년 3월 21일)은 프랑스의 신고전주의 화가이다. 그의 가장 유명한 작품 《습작 (바닷가에 앉은 젊은 남자의 누드)》는 현재 루브르 박물관에 소장되어 있다.

## 생애

### 어린 시절
플랑드랭은 어린 시절부터 예술에 관심을 보였고 화가로서의 경력을 쌓았다. 그는 세 아들 중 둘째였으며, 셋 모두 화가였다. 그의 형 오귀스트는 일생의 대부분을 리옹에서 교수로 보냈고 리옹에서 사망했다. 그의 남동생 폴 플랑드랭은 초상화와 종교적 이미지를 그리는 화가였다.
이폴리트와 그의 동생 폴은 리옹에서 얼마간 시간을 보냈고, 1829년 파리로 떠나 루이 에르상트 밑에서 공부했다. 결국 그들은 장오귀스트도미니크 앵그르의 스튜디오에 정착했는데, 앵그르는 그들의 스승일 뿐만 아니라 평생 친구가 되었다. 1832년 플랑드랭은 《아버지의 테세우스 인정》이라는 그림으로 로마상을 수상했다. 로마상을 수상하고 받은 미술 장학금 덕분에 그는 더 이상 빈곤에 시달리지 않게 되었다.

### 경력
플랑드랭은 로마상을 수상한 덕분에 로마에서 5년간 공부할 수 있었다. 그곳에 있는 동안 플랑드랭은 많은 그림을 그렸고, 그로 인해 프랑스와 이탈리아에서 그의 명성이 높아지게 되었다. 그의 그림 《맹인을 치료하는 성 클레어》는 낭트 대성당을 위해 제작되었으며, 1855년 전시회에서 1등을 수상하기도 했다. 그러나 이 그림은 2020년 7월 18일 낭트 대성당에서 발생한 화재로 소실되었다. 그의 또 다른 작품 《예수와 어린아이들》은 정부로부터 리지외 시에 기증되었다. Dante and Virgil visiting the Envious Men struck with Blindness and Euripides writing his Tragedies는 현재 리옹 미술관에 소장되어 있다.
1853년에 플랑드랭은 아카데미 데 보자르의 회원으로 선출되었다. 1856년 4월 4일, 그는 오리엔트 학교(L'Œuvre d'Orient) 설립에 기여했으며 1856년 4월 25일에 이 학교의 첫 번째 총회 위원이 되었다. 1856년 파리로 돌아온 플랑드랭은 생 세베랭 교회의 생 요한 예배당으로부터 의뢰를 받았다. 그 결과 그의 명성은 더욱 높아졌고 사실상 평생 고용될 것이 보장되었다.

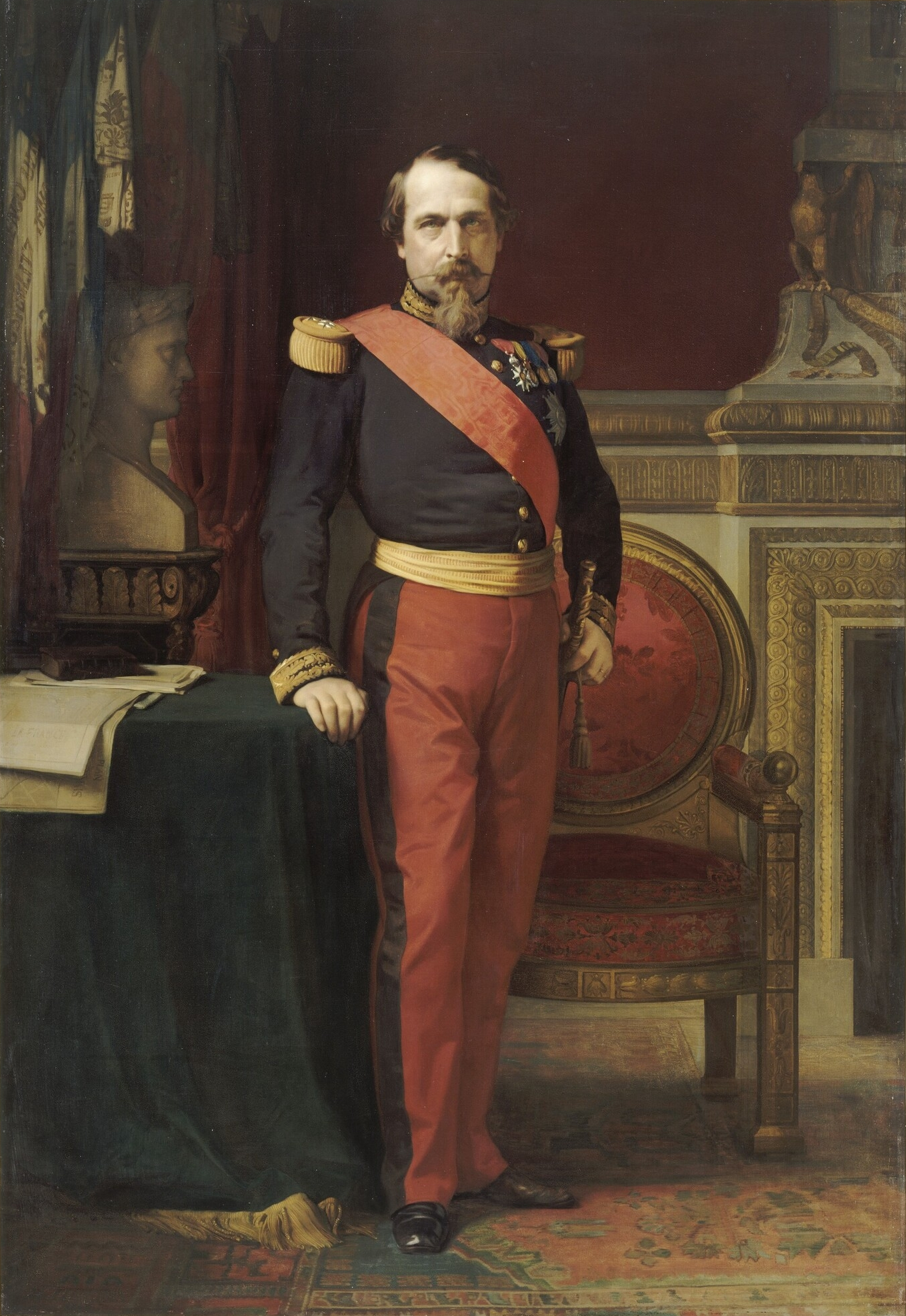
《나폴레옹 3세의 초상화》, 1862년, 캔버스에 유채, 베르사유궁 소장

플랑드랭은 이러한 작품들 외에도 《나폴레옹 3세의 초상화》를 포함하여 수많은 초상화를 그렸지만, 이 초상화는 나폴레옹 3세에게서 그다지 좋은 평가를 받지 못했다. 하지만 오늘날 그는 기념비적인 장식화로 더 잘 알려져 있다.

### 결혼과 죽음
1843년 플랑드랭은 Aimée-Caroline Ancelot(1822~1882)과 결혼했다. 그의 아들 폴이폴리트 플랑드랭(1856~1921)은 종교 미술가, 초상화가, 장식가가 되었다.
1863년 플랑드랭의 건강이 악화되었고, 그는 혹독한 노동과 교회의 습기와 통풍에 오랫동안 노출되어 더욱 악화되어 다시 이탈리아를 방문하게 되었고, 1864년 3월 21일 로마에서 천연두로 사망했다.

## 작품

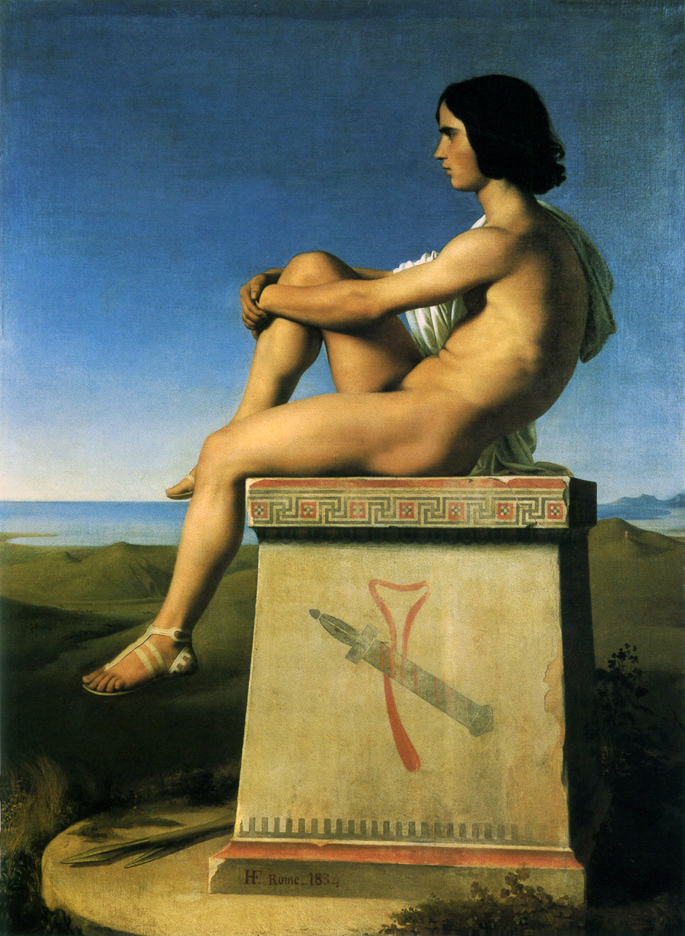
Polites, Son of Priam, Watching the Greek Movements, 1833년~1834년
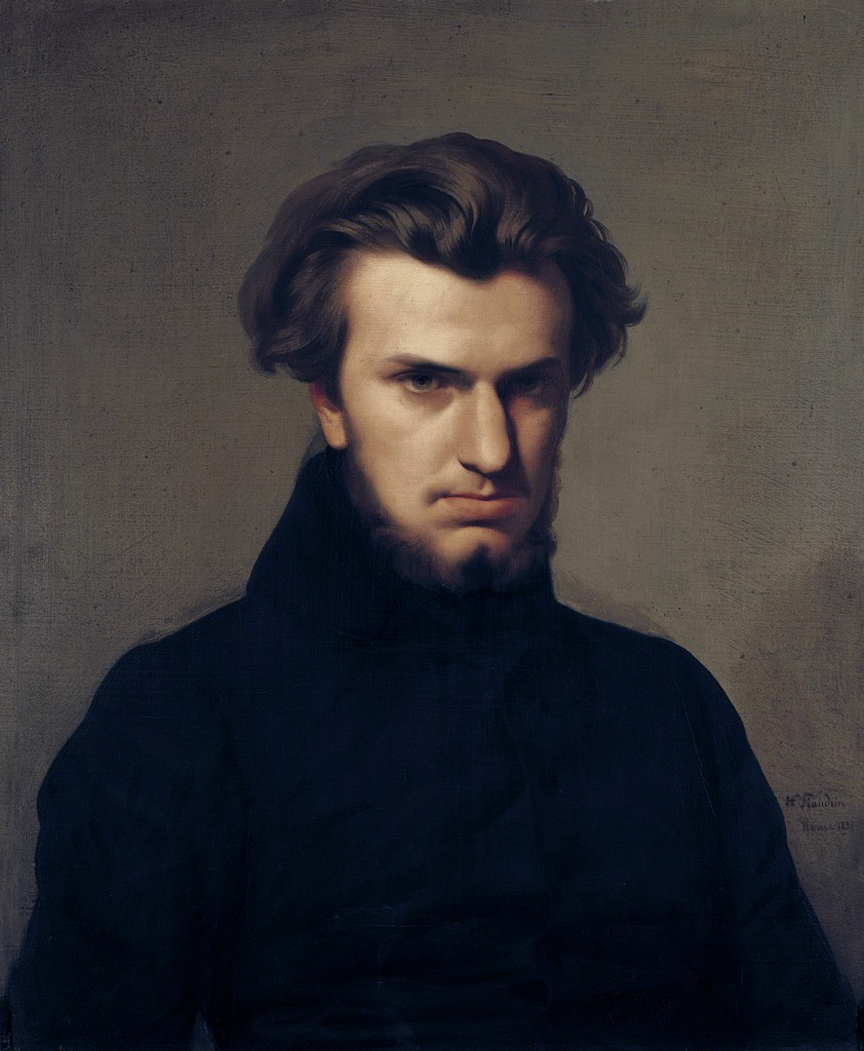
《앙브루아즈 토마의 초상》, 1834년
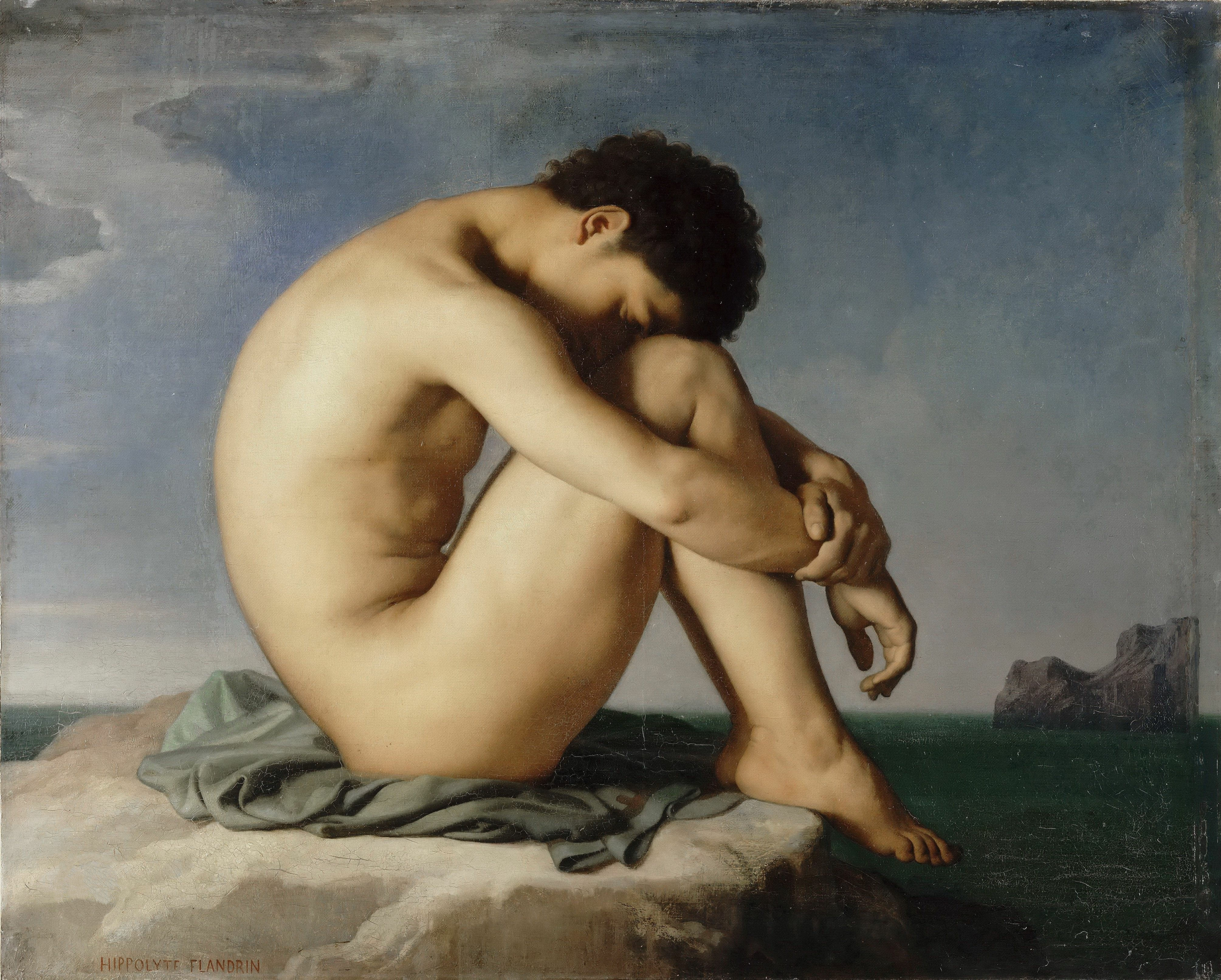
《습작 (바닷가에 앉은 젊은 남자의 누드)》, 1835년~1836년
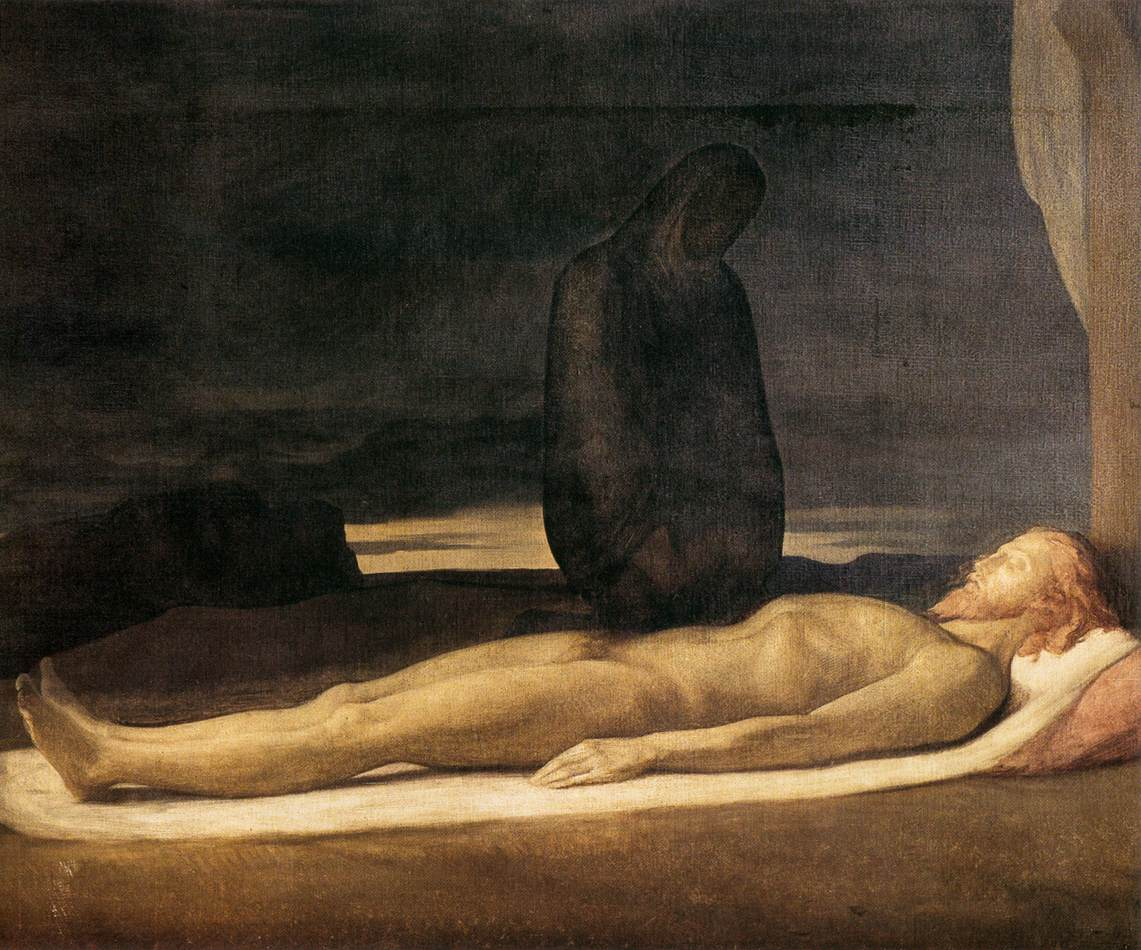
《피에타》, 1842년경
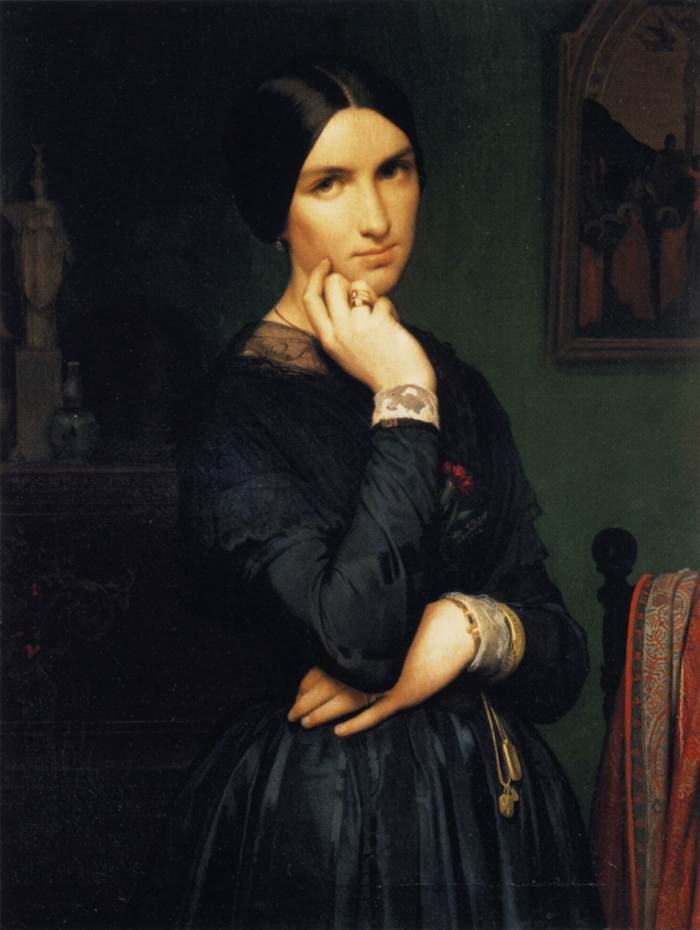
《이폴리트 플랑드랭 부인》, 1846년
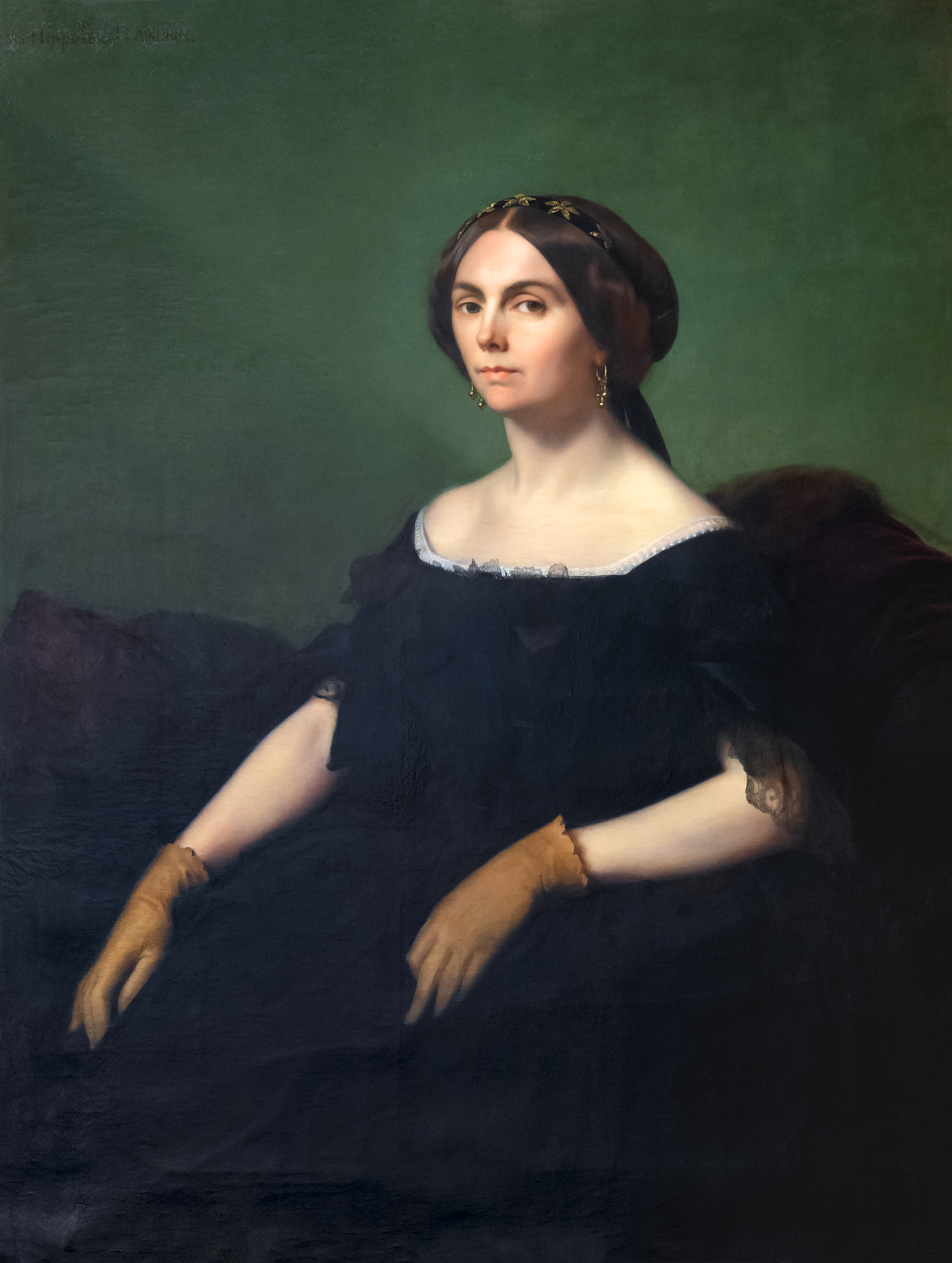
《고욘 백작 부인의 초상》, 1853년
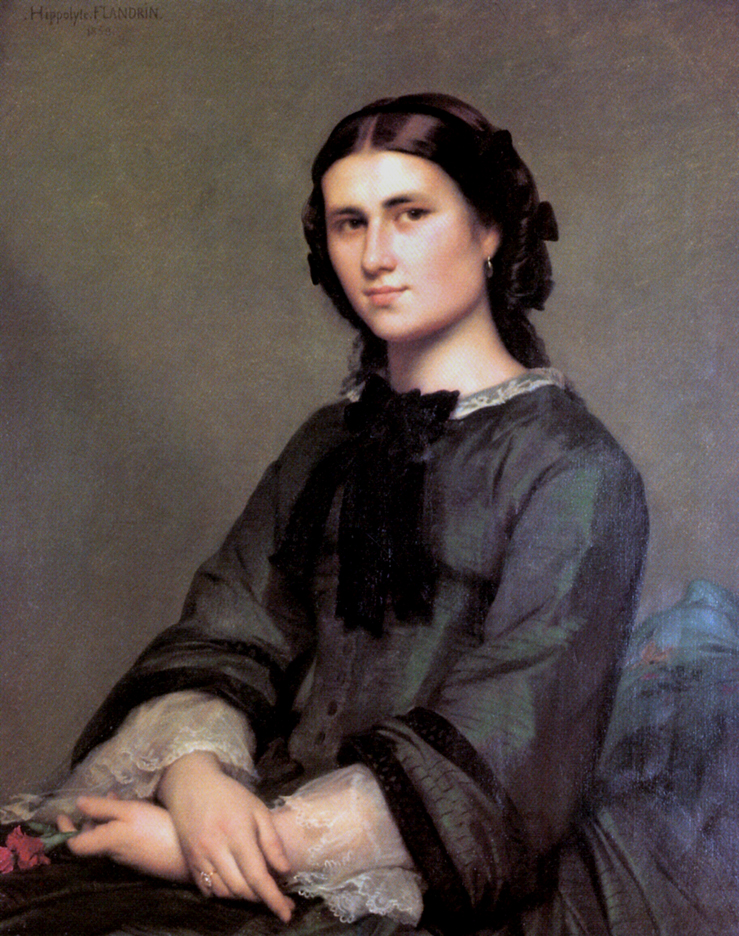
Mademoiselle Mathilde Maison, 1858년
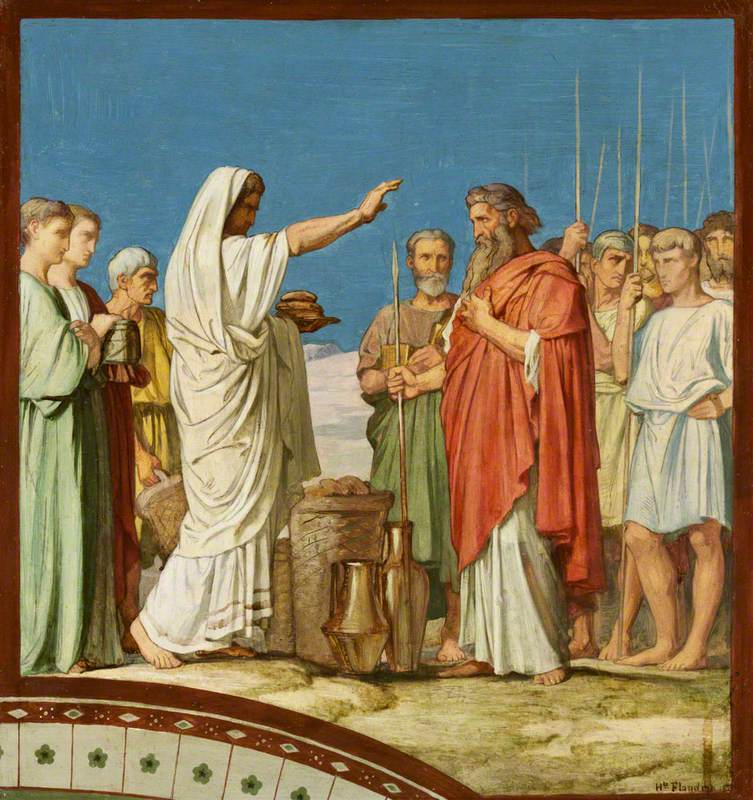
Melchizedek Blesses Abraham, 1859년
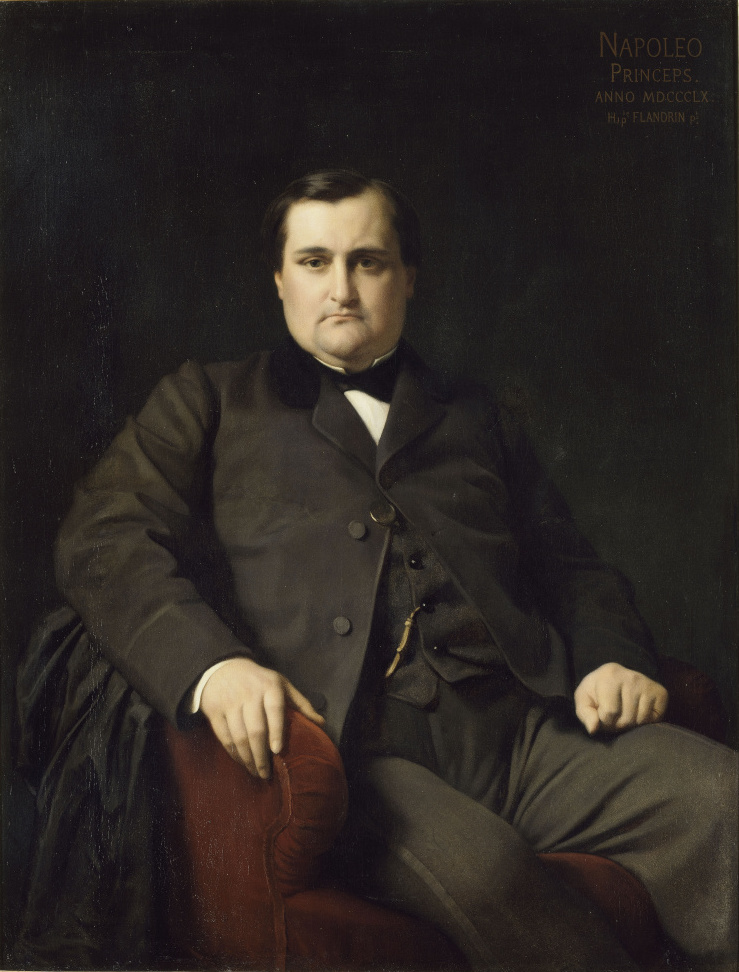
《나폴레옹 조제프 샤를 폴 보나파르트의 초상》, 1860년
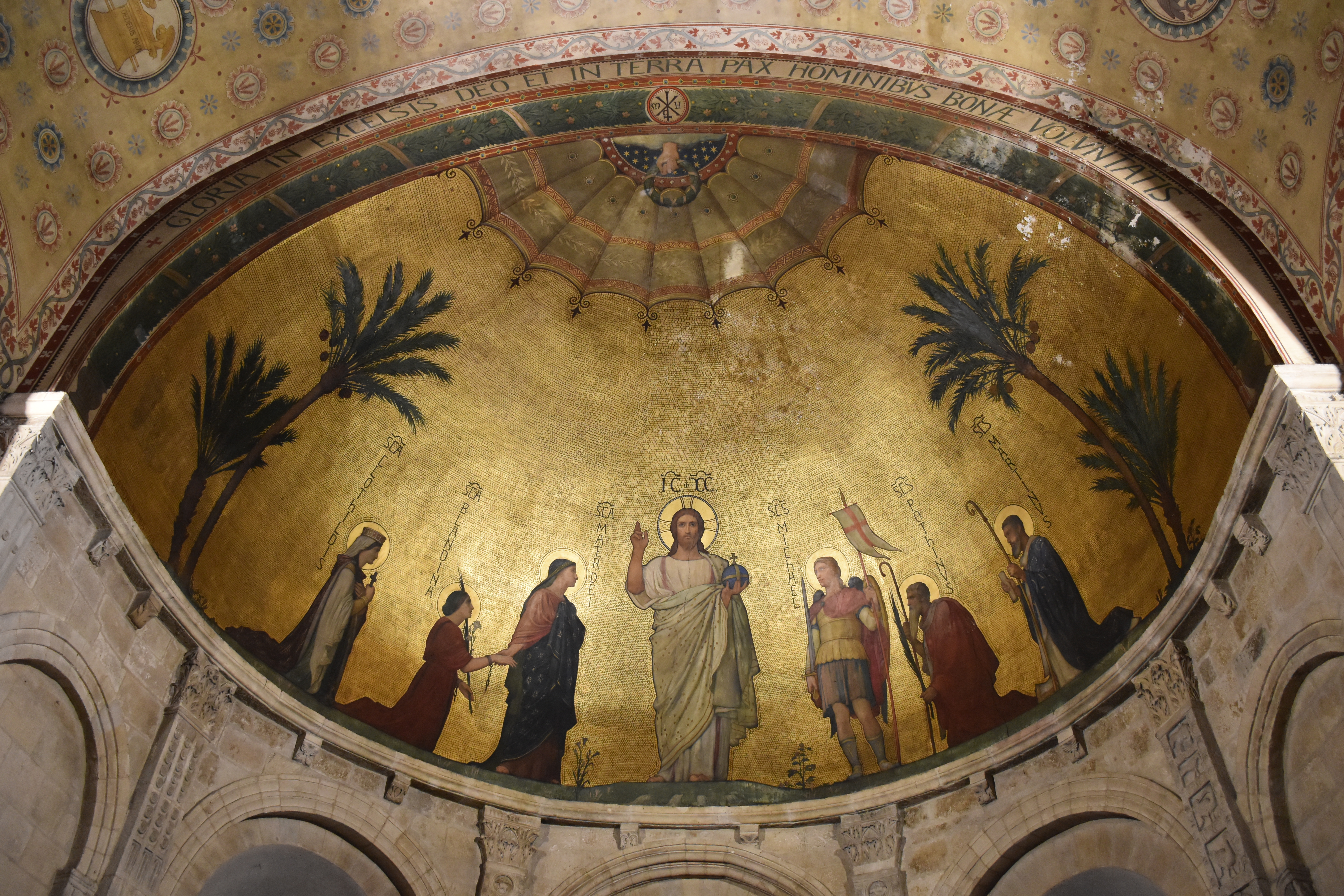
《성모 마리아, 성 블랜딘, 성 클로틸데, 대천사 성 미카엘, 성 포틴, 성 마틴과 함께하는 그리스도》, 1855년, St-Martin-d'Ainay 교회, 리옹
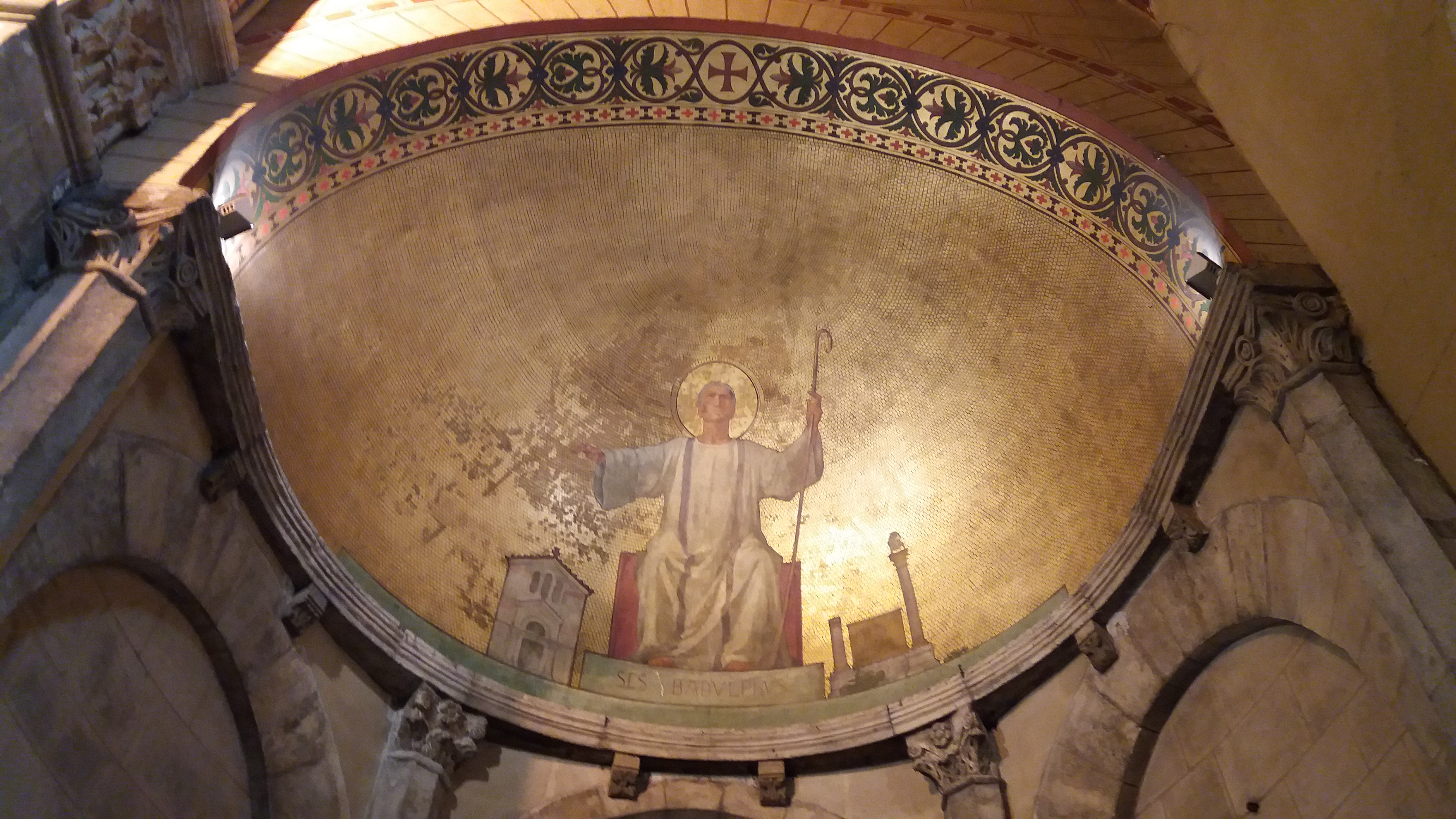
《성 바돌프》(Saint Badulphe)
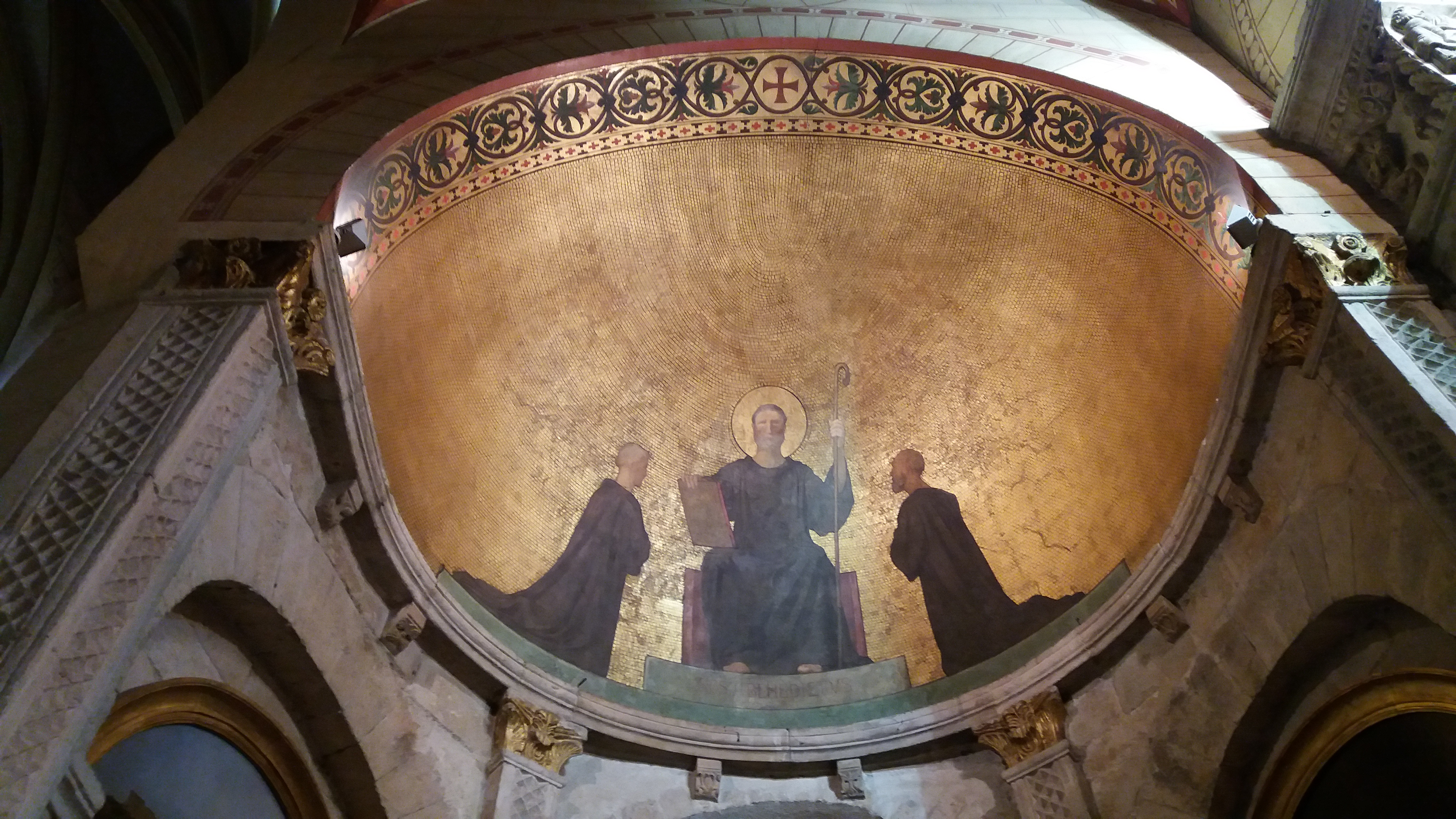
Apsidiole